# ペイネ 愛の世界旅行
ペイネ 愛の世界旅行（- あいのせかいりょこう、Il Giro Del Mondo Degli Innamorati Di Peynet）は1974年のイタリア映画。仏題:Le Tour du Monde des Amoureux de Peynet

## 解説
レイモン・ペイネの「ペイネの恋人たち」を原作とした、イタリアで製作された劇場用長編アニメーション映画。名前もオリジナルには無かったバレンチノとバレンチナという名が付けられている。監督はチェザーレ・ペルフェット、主題歌はエンニオ・モリコーネ。ペイネの恋人たちが時空を超えて世界中を駆け巡る物語。幻想的で可愛らしい絵柄の中にも毒のあるお色気や風刺が盛り込んであるのはイタリアならでは。実在の画家やエリザベス女王、ビートルズなども出てきたり色々なネタが各国ごとに出てくる。
各国の風俗はまさにステレオタイプなもので、日本の描写は奇天烈なもの。また、ナザレのイエスが金髪碧眼だったり、星条旗に敬礼するインディアン、綿花畑の黒人など、無邪気な白人視線が目立つ。
作品のテーマは文字通りのラブ&ピースであり『恋愛賛成！戦争反対！』と皆がプラカード持って叫ぶシーンがあり、それこそがこの映画のメッセージの全てである。

## ストーリー
バレンティノとバレンティナの2人が天国に入るとこから話が始まり、大天使から世界中あらゆるところに自由自在に行ける<ラブ・パスポート>を貰い、心の底から安息できる愛の世界を求めに世界中を旅し、時には時空をも超えたりもするが、戦争、暴力、貧困、喧騒など2人が望む世界と正反対の悪が蔓延ったりする…。果たして2人は愛に溢れた世界を見つけ出すことができるのか…？

## スタッフ
- 監督チェザーレ・ペルフェット
- 製作ブルーノ・パオリネッリ
- 脚本ヴェツオ・メレガリ、マンフレッド・マンフレッディ
- 音楽エンニオ・モリコーネ、アレッサンドロ・アレッサンドローニ
- 主題歌歌手デミス・ルソス

## 日本語版
- バレンチノ：森川智之
- バレンチナ：井上喜久子